# دوشیزه جهان ۲۰۱۳
دوشیزه جهان ۲۰۱۳ ۶۲مین دوره دوشیزه جهان بود، که در ۹ نوامبر ۲۰۱۳ در تالار شهر کروکوس، کراسنوگورسک، مسکو، از حومه‌های مسکو، روسیه برگزار شد. اولیویا کالپو از ایالات متحده آمریکا جانشین خود گابریل ایزلر از ونزوئلا را در پایان این رویداد تاجگذاری کرد. ۸۶ شرکت کننده برای تاج رقابت کردند.